# Tayanç Ayaydın
Tayanç Ayaydın (* 7. August 1979 in Istanbul) ist ein türkischer Schauspieler.

## Leben und Karriere
Ayaydın wurde am 7. August 1979 in Istanbul geboren. Er besuchte die Doğa College’s primary school. Danach studierte er an der Mimar Sinan Üniversitesi. Sein Debüt gab er 2004 in Gece Yürüyüşü. Bekanntheit erlangte er in der Serie Aliye. Anschließend trat er 2008 in dem Film Pazar – Der Markt auf. Außerdem gewann er die Auszeichnung Best Actor Award am Locarno Film Festival. Unter anderem bekam er 2009 in der Fernsehserie Sakarya Fırat die Hauptrolle. Später wurde er für die Serie Hayat Şarkısı gecastet. Von 2017 bis 2018 war er in Kırgın Çiçekler zu sehen.

## Filmografie (Auswahl)
Filme
- 2004: Ziyaret
- 2004: Kalbin Zamanı
- 2008: Pazar – Der Markt

Serien
- 2004: Gece Yürüyüşü
- 2004: Aliye
- 2006: Sıla
- 2009–2013: Sakarya Fırat
- 2016–2017: Hayat Şarkısı
- 2017–2018: Kırgın Çiçekler
- 2020: Yeni Hayat
- 2021–2022: Bir Zamanlar Kıbrıs
- seit 2023: Yabani